# Oncidium chrysopteranthum
Oncidium chrysopteranthum là một loài thực vật có hoa trong họ Lan. Loài này được Lückel mô tả khoa học đầu tiên năm 1998.